# Werner Drechsler
Werner Drechsler fue un marinero alemán durante la Segunda Guerra Mundial destinado en un submarino U-118 que fue hundido en las Azores en 1943. Al ser cogido prisionero, cooperó con entusiasmo con su captores debido a que su padre había pasado algún tiempo en campos de concentración de Adolf Hitler como prisionero político.
Oficiales de inteligencia de las fuerzas navales estadounidenses convencieron a Drechsler para hacer de informador, y lo internaron en un campo de concentración cerca de Fort Meade, Maryland. Con otros marineros de submarinos alemanes. Presumiblemente, recogió información para sus captores.
El 12 de marzo de 1944, Drechsler fue transferido a un campo de concentración en Arizona, en el cual había gran cantidad de prisioneros navales, y entre ellos algunos miembros del U-118. Esta transferencia ocurrió incluso cuando él suponía que podía se rechazado por otros prisioneros. Desafortunadamente para Drechsler, muchos prisioneros habían oído de su colaboración con el enemigo, y celebraron una Corte marcial mientras dormía. Los prisioneros decidieron que era necesario matar a Drechsler para asegurarse que no espiaría, y persuadir a otros prisioneros a no colaborar con el enemigo. A la mañana siguiente Drechsler fue encontrado colgado en las duchas. A tan solo a unas horas después de haber llegado.
Siete hombres (Helmut Fischer, Fritz Franke, Gunther Kuelsen, Heinrich Ludwig, Bernard Ryak, Otto Stenger y Rolf Wizuy) fueron juzgados por golpear y matar a Werner Drechsler, y fueron colgados en el agosto de 1945 en Fort Leavenworth, Kansas. Esta fue la última ejecución masiva en Estados Unidos